# Sydhavns Anlæg
|  | Denne artikel er oprettet af botten Steenthbot ud fra en ekstern database. Den kan derfor have sproglige fejl eller mangler. Denne skabelon kan fjernes efter kontrol af indholdet. |

Sydhavns Anlæg er en dansk dokumentarisk optagelse fra 1919.

## Handling
Sydhavnen, København.